# Ion Ivanov
Ion Ivanov (ur. 21 stycznia 1956) – rumuński zapaśnik walczący w stylu wolnym. Olimpijczyk z Moskwy 1980, gdzie zajął siódme miejsce w kategorii 82 kg.
Piąty na mistrzostwach świata w 1977 i dwunasty w 1983. Czwarty na mistrzostwach Europy w 1983 roku.
- Turniej w Moskwie 1980

Wygrał z Keithem Peache z Wielkiej Brytanii i Rafaelem Gómezem z Kuby, a przegrał z Uwe Neupertem z NRD i Iwanem Ginowem z Bułgarii.